# Lee (Irska)
Lee (irski: An Laoi) je rijeka u Irskoj koja izvire na padinama planine Shehy Mountains na zapadu okruga Cork. Nakon izvora rijeka teče u pravcu istoka, zatim protiče kroz grad Cork, gdje se račva na dva dijela, te potom ponovno spaja te ubrzo nakon toga uvire u Keltsko more u luci Corka.
Na rijeci Lee podignut je sustav hidrocentrala s dva akumulacijska jezera - Carrigadrohida i Inniscarra. Rijeka je premošćena s preko 20 mostova, ima ribolovnu zonu od 8 km - za sportski ribolov na losose.

## Vanjske poveznice
|  | Zajednički poslužitelj ima još gradiva o temi Lee (Irska) |

- Losos u Irskoj, informativne stranice o stanju rijeka u Irskoj  Arhivirana inačica izvorne stranice od 28. prosinca 2009. (Wayback Machine)